# مهرجان الأطفال الآسيوي
مهرجان الأطفال الآسيوي (ACF) هو مناسبة سنوية ينسقها مجلس المكتبات الوطنية [الإنجليزية] في سنغافورة والمجلس الوطني لتطوير الكتاب في سنغافورة لتعزيز نزعة التعلم مدى الحياة وفتح الأبواب أمام التعلم الإبداعي والمبتهج للمادة والثقافة الآسيوية بين الأطفال. أقيمت المناسبة الأولى في عام 2000. يستقطب الاحتفال ما يزيد عن 300000 عضو سنويًا.[بحاجة لمصدر] في عام 2005، أقيمت المناسبة بين 7 نوفمبر و 27 نوفمبر مع الافتتاح في مكتبة وودلاندز الإقليمية [الإنجليزية]. أقيم في الفترة من 15 نوفمبر إلى 26 نوفمبر في عام 2006 .
أقيمت النسخة الثامنة للاحتفال في عام 2017 في المكتبة العامة المركزية. وقد نُسقت من قبل المجلس الوطني لتطوير الكتاب في سنغافورة. تم الترحيب بـ 57 متحدثًا من 18 دولة في الاحتفال، بما في ذلك PJ Lynchand وليزلي أودوين [الإنجليزية]. كما مُنحت جائزة الكتاب المصور الدراسية التي تُنظم كل عامين إلى الفائز، شجرة دوريان الصغيرة (بالإنجليزية: The Little Durian Tree)‏، خلال الاحتفال، والذي اختير من بين 137 قسمًا من آسيا. أُلّف الكتاب من قبل مجموعة من خمسة رجال، معيدين من كلية متعددة التقنيات في سنغافورة [الإنجليزية].